# Norbury (Derbyshire)
Pour les articles homonymes, voir Norbury (homonymie).
Norbury est un village du Derbyshire, en Angleterre. Il forme la paroisse civile de Norbury and Roston avec le village voisin de Roston.

## Démographie
Au recensement de 2011, la paroisse civile de Norbury and Roston comptait 306 habitants.